# Miss Perú 1957
El Miss Perú 1957 fue la quinta (5º) edición del certamen de belleza Miss Perú, se realizó el 6 de julio de 1957 en el Teatro Municipal de Lima, Perú. Ese año 15 candidatas compitieron por la corona nacional.
La ganadora al final del evento fue Gladys Zender Urbina, quien representó a Perú en el Miss Universo 1957, convirtiéndose en la primera peruana, así como también la primera latinoamericana y de habla hispana en ganar la ansiada corona universal.

## Resultados
| Posiciones     | Candidata |
| Miss Perú 1957 | - Loreto - Gladys Zender Urbina                                                                              |
| 1ª Finalista   | - Callao - Lucy Vargas Figallo                                                                               |
| 2ª Finalista   | - Piura - Bertha Scarpatti                                                                                   |
| Top 7          | - Lambayeque - Hella Aita - Arequipa - Consuelo Rodríguez - Lima - Carmela Berger - Ayacucho - Bertha Elliot |

## Premios Especiales
- Mejor Traje Regional - Cuzco - María Luisa Aspilcueta
- Miss Fotogénica - Piura - Bertha Scarpatti
- Miss Simpatía - Amazonas - Rosa María Arteaga
- Miss Elegancia - Loreto - Gladys Zender

## Candidatas
Las candidatas del Miss Perú 1957 fueron:
| - Amazonas - Rosa María Arteaga - Arequipa - Consuelo Rodríguez - Ayacucho - Bertha Elliot - Callao - Lucy Vargas Figallo - Cuzco - María Luisa Aspilcueta - Huancavelica - Maruja Vizquerra - Junín - Rena Palacios - La Libertad - Mary Clark | - Lambayeque - Hella Aita - Lima - Carmela Berger - Loreto - Gladys Zender - Moquegua - Gilda Gugluth - Piura - Bertha Scarpatti - Puno – Carola Cortez - Tacna - Rina Badaracco |